# Bullainville
Bullainville település Franciaországban, Eure-et-Loir megyében. Lakosainak száma 111 fő (2022. január 1.). Bullainville Neuvy-en-Dunois, Villiers-Saint-Orien és Sancheville községekkel határos.

## Népesség
A település népességének változása:
| Lakosok száma | 133  | 101  | 95   | 103  | 110  | 107  | 108  | 108  | 107  | 111  |
|               | 1968 | 1982 | 1990 | 2006 | 2013 | 2015 | 2017 | 2019 | 2020 | 2022 |